# Discographie de Ne-Yo

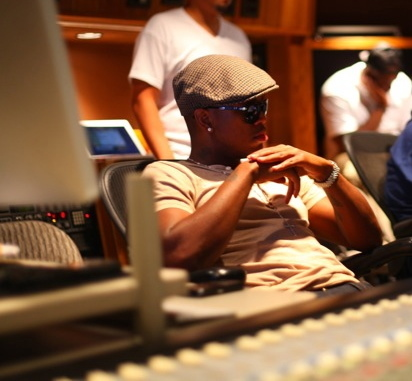
Ne-Yo dans son studio

Voici la liste des albums, singles, apparitions et crédits de l'artiste américain Ne-Yo.

## Albums
| In My Own Words                                                                   | - Date de sortie: 28 février 2006 (US) - Label: Compound, Def Jam - Formats: CD, LP, digital download        | 1             | 1             | 41            | 9             | 27            | 81            | 50            | 35            | 11            | 14            | - US: 1,400,000 - UK: 100,000 | - RIAA: Platinum - BPI: Gold                                 |               |               |               |
| Because of You                                                                    | - Date de sortie : 1er mai 2007 (US) - Label: Compound, Def Jam - Formats: CD, LP, digital download          | 1             | 1             | 39            | 8             | 54            | 34            | 30            | 34            | 49            | 6             | - US: 1,630,000 - UK: 100,000 | - RIAA: Platinum - BPI: Gold                                 |               |               |               |
| Year of the Gentleman                                                             | - Date de sortie: 24 juin 2008 (US) - Label: Compound, Def Jam - Formats: CD, LP, digital download           | 2             | 1             | 7             | 4             | 22            | 13            | 26            | 6             | 9             | 2             | - US: 1,800,000 - UK: 650,000 | - RIAA: Platinum - BPI: 2× Platinum - MC: Gold - RIANZ: Gold |               |               |               |
| Libra Scale                                                                       | - Date de sortie: 22 novembre 2010 (US) - Label: Compound, Def Jam - Formats: CD, digital download           | 9             | 4             | 36            | —             | 53            | 24            | 48            | —             | 15            | 11            | - US: 400,000 - UK: 60,000    | - BPI: Silver                                                |               |               |               |
| R.E.D.                                                                            | - Date de sortie : novembre 6, 2012 (US) - Label: Compound, Universal Motown - Formats: CD, digital download | 4             | 1             | 37            | 24            | 83            | 26            | 34            | —             | 40            | 17            | - US: 300,000                 |                                                              |               |               |               |
| Non Fiction                                                                       | - Date de sortie: 27 janvier 2015 (US) - Label: Compound, Universal Motown - Formats: CD, digital download   | Prochainement | Prochainement | Prochainement | Prochainement | Prochainement | Prochainement | Prochainement | Prochainement | Prochainement | Prochainement | Prochainement                 | Prochainement                                                | Prochainement | Prochainement | Prochainement |
| "—" denotes a recording that did not chart or was not released in that territory. | |               |               |               |               |               |               |               |               |               |               |                               |                                                              |               |               |               |

## Singles
| Année | Titre                    | Classement | Classement | Classement | Classement | Classement | Classement | Classement | Classement | Classement | Classement | Classement | Classement | Classement | Classement | Classement | Classement | Classement | Album                 |
| Année | Titre                    | FR         | BEL/VL     | É-U        | R-U        | IRL        | AUS        | N-Z        | ALL        | SUI        | FIN        | AUT        | P-B        | NOR        | DAN        | SUÈ        | ITA        | Monde      | Album                 |
| ----- | ------------------------ | ---------- | ---------- | ---------- | ---------- | ---------- | ---------- | ---------- | ---------- | ---------- | ---------- | ---------- | ---------- | ---------- | ---------- | ---------- | ---------- | ---------- | --------------------- |
| 2005  | Stay (feat. Peedi Peedi) | —          | —          | —          | —          | —          | —          | —          | —          | —          | 8          | —          | —          | —          | —          | —          | —          | —          | In My Own Words       |
| 2006  | So Sick                  | 1          | 17         | 1          | 1          | 2          | 4          | 2          | 11         | 5          | —          | 21         | 15         | 10         | 10         | —          | 27         | 3          | In My Own Words       |
| 2006  | When You're Mad          | —          | —          | 15         | —          | —          | 81         | —          | —          | —          | —          | —          | —          | —          | —          | —          | —          | —          | In My Own Words       |
| 2006  | Sexy Love                | 54         | —          | 7          | 5          | 7          | 14         | 8          | 28         | 29         | —          | —          | 42         | —          | —          | —          | —          | 17         | In My Own Words       |
| 2007  | Because of You           | —          | 44         | 2          | 4          | 10         | 23         | 1          | 30         | 51         | —          | 64         | 24         | —          | —          | 24         | —          | 9          | Because of You        |
| 2007  | Do You                   | —          | —          | 26         | 100        | —          | —          | —          | —          | —          | —          | —          | —          | —          | —          | —          | —          | —          | Because of You        |
| 2007  | Can We Chill             | —          | —          | —          | 62         | —          | —          | —          | —          | —          | —          | —          | —          | —          | —          | —          | —          | —          | Because of You        |
| 2007  | Go On Girl               | —          | —          | 96         | —          | —          | —          | —          | —          | —          | —          | —          | —          | —          | —          | —          | —          | —          | Because of You        |
| 2008  | Closer                   | 169        | 24         | 14         | 1          | 3          | 10         | 3          | 6          | 34         | —          | 9          | 10         | 17         | 12         | 40         | 18         | 5          | Year of the Gentleman |
| 2008  | Miss Independent         | 16         |            | 27         | 14         |            |            |            |            |            |            |            |            |            |            |            |            |            | Year of the Gentleman |

### Apparitions en guest
| Année | Titre                                                                    | Album                        |
| ----- | ------------------------------------------------------------------------ | ---------------------------- |
| 2006  | "Feels So Good" (Remy Ma featuring Ne-Yo)                                | There's Something about Remy |
| 2006  | "So Sick" (Remix) (avec LL Cool J)                                       | Todd Smith                   |
| 2006  | "Back like That" (Ghostface Killah featuring Ne-Yo)                      | FishScale                    |
| 2006  | "Touch It" (Remix) (Busta Rhymes featuring Ne-Yo & Co.)                  | The Big Bang                 |
| 2006  | "Minority Report" (Jay-Z featuring Ne-Yo)                                | Kingdom Come                 |
| 2006  | "Back Like That (Remix)" (Ghostface Killah featuring Ne-Yo & Kanye West) | More Fish                    |
| 2007  | Put It In A Letter (Mic Little featuring Ne-Yo)                          | Mic Little                   |
| 2007  | "Perfect" (City Boy featuring Ne-Yo)                                     | Phoenix Problem              |
| 2007  | "Hate That I Love You" (Rihanna featuring Ne-Yo)                         | Good Girl Gone Bad           |
| 2007  | "Make Me Better" (Fabolous featuring Ne-Yo)                              | From Nothin' to Somethin'    |
| 2007  | "I Never Left" featuring Ne-Yo)                                          | BBlack Roses                 |
| 2007  | Tell It How It Is <>(Antonella Barba)                                    | Untitled                     |
| 2008  | Bust It Baby (Part 2) (Plies featuring Ne-Yo)                            | Untitled                     |
| 2008  | "Single" (New Kids on the Block featuring Ne-Yo)                         | The Block                    |

## Paroles de chansons créditées
| Année | Chanson                   | Artiste                                      | Album                       |
| ----- | ------------------------- | -------------------------------------------- | --------------------------- |
| 1999  | Don't Worry               | Youngstown (en)                              | Let's Roll                  |
| 1999  | Lose My Cool              | Youngstown (en)                              | Let's Roll                  |
| 1999  | Pedal To The Steel        | Youngstown (en)                              | Let's Roll                  |
| 2001  | Away With The Summer Days | Youngstown (en)                              | Down For the Get Down       |
| 2001  | Dance Floor, Pt. 2        | Youngstown (en)                              | Down For the Get Down       |
| 2001  | Down For The Get Down     | Youngstown (en)                              | Down For the Get Down       |
| 2001  | Float Away                | Youngstown (en)                              | Down For the Get Down       |
| 2001  | So Tight                  | Youngstown (en)                              | Down For the Get Down       |
| 2003  | That Girl                 | Marques Houston                              | MH                          |
| 2004  | I'm Sorry                 | Christina Milian                             | It's About Time             |
| 2004  | Let Me Love You           | Mario                                        | Turning Point               |
| 2005  | Kick It Wit You           | Cassidy                                      | I'm a Hustla                |
| 2005  | So What                   | Dawn Angelique                               | Been a While                |
| 2006  | The Letter                | Heather Headley                              | In My Mind                  |
| 2006  | Y'all Ain't Nothin'       | Christina Milian                             | So Amazin'                  |
| 2006  | Unfaithful                | Rihanna                                      | A Girl like Me              |
| 2006  | So Glad                   | Chris Brown                                  | Chris Brown's Journey       |
| 2006  | Make Em' Clap To This     | Paula DeAnda                                 | Paula DeAnda                |
| 2006  | Walk Away                 | Paula DeAnda                                 | Paula DeAnda                |
| 2006  | When It Was Me            | Paula DeAnda                                 | Paula DeAnda                |
| 2006  | Gallery                   | Mario Vázquez                                | Mario Vazquez               |
| 2006  | Irreplaceable             | Beyoncé Knowles                              | B'Day                       |
| 2006  | Like This                 | Snoop Dogg                                   | Tha Blue Carpet Treatment   |
| 2006  | Put It in a Letter        | Mic Little                                   |                             |
| 2006  | Minority Report           | Jay-Z                                        | Kingdom Come                |
| 2006  | My Story                  | The Blays                                    | The Blays                   |
| 2007  | If                        | Mario                                        | Go!                         |
| 2007  | What's It Gonna Be        | Mario                                        | Go!                         |
| 2007  | Wonderful                 | Marques Houston                              | Veteran                     |
| 2007  | Ms.Philadelphia           | Musiq Soulchild                              | Luvanmusiq                  |
| 2007  | Brand New Day             | Full Of Harmony (ja) (Japanese chorus group) | W                           |
| 2007  | Flaws and All             | Beyoncé Knowles                              | B'Day Deluxe Edition        |
| 2007  | Hate That I Love You      | Rihanna                                      | Good Girl Gone Bad          |
| 2007  | Good Girl Gone Bad        | Rihanna                                      | Good Girl Gone Bad          |
| 2007  | Question Existing         | Rihanna                                      | Good Girl Gone Bad          |
| 2007  | I Get Lonely              | Corbin Bleu                                  | Another Side                |
| 2007  | Ain't Nobody Stupid       | Paula Campbell                               | I Am Paula Campbell         |
| 2007  | Smoke                     | Mary J. Blige                                | Growing Pains               |
| 2007  | What Love Is              | Mary J. Blige                                | Growing Pains               |
| 2007  | Fade Away                 | Mary J. Blige                                | Growing Pains               |
| 2007  | Work in Progress          | Mary J. Blige                                | Growing Pains               |
| 2007  | I'm You                   | Leona Lewis                                  | Spirit                      |
| 2007  | I Got Nothin' Left        | Céline Dion                                  | Taking Chances              |
| 2007  | Happily Never After       | Nicole Scherzinger                           | Her Name is Nicole          |
| 2008  | Rock With U               | Janet Jackson                                | Discipline                  |
| 2008  | Can't B Good              | Janet Jackson                                | Discipline                  |
| 2008  | Discipline                | Janet Jackson                                | Discipline                  |
| 2008  | Let Me Know               | Janet Jackson                                | Discipline                  |
| 2008  | His Mistakes              | Usher                                        | Here I Stand                |
| 2008  | Take a Bow                | Rihanna                                      | Good Girl Gone Bad Reloaded |
| 2008  | Spotlight                 | Jennifer Hudson                              | Jennifer Hudson             |
| 2008  | Bossy                     | Lindsay Lohan                                | Spirit In The Dark          |